# カート・モラス
カート・モラス（Kurt Morath、1984年11月13日 - ）は、メジャーリーグラグビー、オースティン・ギルグロニスに所属するラグビー選手。

## プロフィール
- ニュージーランド・タカプナ出身[1]。
- ポジションはスタンドオフ(SO)。
- 身長 180cm、体重 90kg
- トンガ代表キャップは38（2021年2月現在）でワールドカップ2011・2015・2019のトンガ代表に選ばれた[2]。

## 略歴
オークランド、タラナキを経て、2012年、クボタスピアーズに加入。同年9月1日に行われたトップイーストリーグDiv.1第3節の東京ガス戦にて先発出場で日本での公式戦初出場を果たす。
2014年、クボタスピアーズ退団後、ビアリッツ・オランピック、サンディエゴ・ブレイカーズ、ユタ・ウォリアーズ、ドンカスター・ナイツを経て、2020年、オースティン・ギルグロニスに加入。